# Trachyxiphium guadalupense
Trachyxiphium guadalupense là một loài rêu trong họ Pilotrichaceae. Loài này được (Spreng.) W.R. Buck mô tả khoa học đầu tiên năm 1987.